# Боровец
Боровец (болг. Боровец) — село в Болгарії. Розташоване в Кюстендильській області, входить до складу громади Кочериново. Населення становить 100 осіб.

## Політична ситуація
Боровец підпорядковується безпосередньо громаді та не має власного кмета.
Кмет (мер) громади Кочериново — Костадин Петров Катін (коаліція у складі 3 партій: ЗНС, СДС, РПС).

## Карти
- bgmaps.com[недоступне посилання з червня 2019]
- emaps.bg[недоступне посилання з лютого 2019]
- Google